# Takahiro Tanio
Takahiro Tanio (japanisch 谷尾 隆博 Tanio Takahiro; * 26. Februar 1991 in der Präfektur Yamanashi) ist ein japanischer Fußballspieler auf der Position eines Stürmers.

## Karriere
Tanio erlernte das Fußballspielen in der Schulmannschaft der Fujikawaguchiko High School und in der Universitätsmannschaft der Shizuoka-Universität. Seinen ersten Vertrag unterschrieb er 2013 bei Fujieda MYFC. Der Verein spielte in der damals dritthöchsten Liga des Landes, der Japan Football League. Am Ende der Saison 2013 qualifizierte sich der Verein für die neu gegründete J3 League. Für den Verein absolvierte er 26 Ligaspiele. 
Danach spielte er ab 2016 beim FC Epe, der SpVgg Vreden, dem FSV 63 Luckenwalde und dem BFC Dynamo. Seit dem 1. Februar 2020 ist er beim Fujieda City Hall SC in der fünften japanischen Liga aktiv.